# Emmanuelle Zoldan
Emmanuelle Zoldan (n. 18 de junio de 1977 en Aix-en-Provence) es una cantante lírica francesa, más conocida por su trabajo como músico de sesión en bandas de heavy metal como Sirenia, Trail of Tears y Turisas, entre otras. Actualmente, es la vocalista femenina de la banda noruega de metal gótico Sirenia.

## Carrera musical
Es una cantante mezzosoprano de formación clásica. Ha combinado sus actividades musicales en los más diversos géneros, cantando en varias óperas en Francia por varios años y colaborado simultáneamente con algunas bandas de heavy metal y con otros proyectos personales. Dos de sus apariciones más notables fue en los álbumes Existentia (2007) de Trail of Tears y Battle Metal	(2004) de Turisas, en los que fue la vocalista femenina principal.
El 8 de septiembre de 2016, la banda de metal gótico noruega Sirenia anunció que Zoldan es su nueva vocalista oficial, luego de que fuera despedida la española Ailyn Giménez. Previamente, había trabajado con dicha agrupación durante 13 años y regularmente era parte de su Sirenian Choir. Contribuyó con la voz principal en la versión de Leonard Cohen «First We Take Manhattan», incluido en el EP de 2004 Sirenian Shores.

## Discografía

### ConSirenia
- Dim Days of Dolor (2016)
- Arcane Astral Aeons (2018)
- Riddles, Ruins & Revelations (2021)

### Como invitada

#### ConPenumbra
- Seclusion	(2003)

#### ConTurisas
- Battle Metal (2004)

#### Con Sirenia
- An Elixir for Existence (2004)
- Sirenian Shores (EP, 2004)
- Nine Destinies and a Downfall	(2007)
- The 13th Floor (2009)
- The Enigma of Life (2011)
- Perils of the Deep Blue (2013)
- The Seventh Life Path	(2015)

#### ConTrail of Tears
- Existentia (2007)

#### ConMortemia
- Misere Mortem (2010)